# Katawa Shōjo
Katawa Shōjo (かたわ少女, Katawa est un terme japonais archaïque et péjoratif, qu'on peut traduire par estropié, tandis que Shōjo signifie fille) est un visual novel de style bishōjo créé par l'éditeur Four Leaf Studios. Il raconte l'histoire d'un jeune homme et de cinq jeunes femmes vivant dans un lycée spécial pour handicapés.
La majorité de l'histoire se déroule au lycée fictif Yamaku. Celui-ci accueille les enfants qui souffrent d'un handicap physique, et est situé dans une ville sans nom au nord du Japon. Hisao Nakai, un garçon apparemment en bonne santé, voit sa vie basculer le jour où il découvre qu'il a des troubles du rythme cardiaque. Il est transféré à Yamaku à la suite d'une longue hospitalisation. En dépit de ses difficultés, Hisao a la possibilité de trouver des amis ainsi que l'amour.
Le gameplay de Katawa Shoujo est axé sur le choix, le joueur doit lire le texte et parfois prendre des décisions qui ouvrent ou ferment des possibilités sur le scénario. Selon les choix effectués par le joueur, Hisao peut vivre une histoire d'amour avec l'une des 5 filles du jeu (voire pas du tout, mais si le héros ne s'est rapproché d'aucune fille à la fin de l'acte 1, il a un accident mortel et la partie s'arrête). Chaque histoire peut se terminer de différentes manières, selon que le héros parvient ou non à préserver sa relation amoureuse : une bonne fin, une fin neutre, une mauvaise ou très mauvaise fin.
Le jeu comporte des scènes érotiques, cependant, avec une volonté de rendre le jeu tout public, le groupe Four Leaf Studio propose une option pour désactiver le contenu pour adulte.

## Création
Le concept est né depuis une page dessinée par Raita, un dessinateur de manga pour adulte. Un croquis tiré de son Dōjin sur Nausicaä de la Vallée du Vent est posté par un Anonyme en janvier 2007, sur 4chan. Le croquis présente des personnages pour une éventuelle histoire d'amour avec une fille handicapée. Il s'agit d'un jeu auquel Raita « aimerait jouer s'il existait ». À la suite d'un débat, plusieurs internautes décident de reprendre l'idée et de former le groupe Four Leaf Studios.
Après 5 ans de travail, le jeu vidéo a été rendu disponible sur internet en anglais seulement.
Un groupe d'internautes français, Kawa-Soft, décide de traduire le jeu en français. Il est donc également disponible en français depuis juillet 2013.
En août 2013, Four Leaf Studios annonce qu'un groupe d'internautes japonais a pris en charge la traduction nippone pour sortir le 1er avril 2015.
Le 9 décembre 2013, un correctif complet ajoutant une traduction complète en russe fut publiée de façon indépendante par son groupe de traduction. Le 27 juillet 2014, la version espagnole du jeu fut publiée et mise à disposition en téléchargement le même jour. Puis, le 14 décembre 2015, ce sont les joueurs italiens qui ont eu droit à leur correctif. D'autres traductions sont disponibles voire en train d'être effectuées car le script du jeu est mis à disposition pour tout projet de traduction indépendante de Four Leaf Studios.
Le 29 Juillet 2024, 12 ans après la sortie du jeu, l'arrivée de Katawa Shoujo sur la plateforme d'hébergement de jeux-vidéos Steam fut annoncée pour le 15 août 2024.
Sur le forum officiel vous trouverez de nouvelles routes non-officielles pour de nouveaux personnages : Akira, Misha, Saki Enomoto, Aiko, Rika, Suzu.

## Personnages

### Principaux

#### Hisao Nakai
Il a passé plusieurs mois à l'hôpital après être passé près de la mort à la suite d'un accident cardiaque. Essayant de s'adapter à son nouveau cadre dans le lycée de Yamaku, il essaye du mieux qu'il peut de s'intégrer.
Au fil de ses nouvelles relations, il commence à reconsidérer ses perceptions à l'égard des handicaps, incluant le sien. Ses principaux passe-temps comprennent la lecture, les échecs, la course en fonction des choix du joueur.

#### Emi Ibarazaki
Bien qu’amputée des jambes jusqu'aux genoux à la suite d'un accident de voiture, Emi est peut-être l'une des filles les plus joyeuses et joviales de cette planète, sans parler de l'école. Pas du genre à être désespérée même après l'accident qui lui a coûté ses jambes, Emi continue à s'entraîner à la course en se servant de prothèses spéciales. Elle est membre de l'équipe d'athlétisme de l'école.
À la suite de la mort de son père survenue dans l'accident qui la laisse handicapée, Emi n'ose pas s'attacher aux gens, de peur de les perdre et de souffrir à nouveau. C'est pourquoi il lui faudra du temps avant de se montrer ouverte et confiante avec Hisao si le joueur choisit d'emprunter sa route.

#### Hanako Ikezawa
Quand elle était plus jeune, Hanako a eu une expérience traumatisante qui a bouleversé sa vie. Ses parents sont morts dans un incendie, qui a aussi défiguré Hanako elle-même définitivement. Elle est recluse à l'extrême, fuyant toutes les autres personnes au point de paniquer devant un contact social. Sa seule amie de confiance est Lilly, qui a pris Hanako sous son aile depuis qu'elles ont été présentées l'une à l'autre.
Hanako passe beaucoup de temps à la bibliothèque. Très craintive, elle est cependant sensible à la gentillesse et au calme, bien qu'elle soit blessée par les gens qui s'apitoient sur son sort. Sa timidité et son manque de confiance feront, selon elle, toujours partie de sa personne mais si le joueur emprunte sa route et accède à la fin heureuse, elle annoncera qu'elle se sent plus épanouie par la présence d'Hisao qui lui a permis de s'ouvrir. Et tout en gardant sa nature renfermée, elle décide de se battre davantage afin de vivre heureuse avec son handicap.

#### Lilly Satou
Aveugle depuis la naissance, Lilly est responsable et amicale - ce qui est parfait pour Hanako, sa meilleure amie, avec qui elle partage une relation quasi-mère-fille ; en plus de ça, elle passe souvent son temps libre à boire du thé aux côtés de son amie. C'est une élève appliqué en classe, et son sentiment de confiance l'aide dans son rôle de déléguée de la classe 3-2.

#### Rin Tezuka
Les bras de Rin ne sont que de petits moignons, elle utilise donc ses pieds et parfois sa bouche pour tout faire, en particulier  peindre. À cause de son handicap, utiliser des jupes est difficile, alors Rin porte un uniforme de garçon à l'école. Sa créativité est égale à sa fibre philosophique : Rin aime parfois se perdre dans ses pensées, exprimer aux moments les plus incongrus ses idées abstraites sur l'homme, l'univers, etc. ce qui déroute ses interlocuteurs.
Rin est très difficile à cerner pour Hisao. si le joueur emprunte sa route, les deux personnages s'épanouissent dans les débats philosophiques à la limite de l'absurde mais, quand il s'agit de discussions plus terre-à-terre (comme leur relation), Hisao ne parvient pas à communiquer avec Rin qui n'arrive pas à pleinement exprimer ses émotions. Elle est en permanence dans une bulle constituée de son art qui lui apparaît comme sa seule raison de vivre (elle serait même prête à "se détruire" pour lui, selon ses mots). Cette passion qui devient une prison la rend extrêmement instable psychologiquement et probablement sujette à la dépression. Hisao devra s'accrocher pour la rendre heureuse tout en acceptant sa personnalité.

#### Shizune Hakamichi
Dotée d’une forte volonté et énergique, Shizune est définitivement une leader. Elle a été déléguée de classe, tout en étant sourde et muette, et ce pendant aussi longtemps que sa classe en a eu une ; elle prend généralement les rênes face à toute situation. Shizune est connue dans l'école pour être une décisionnaire redoutable, une manipulatrice habile, mais aussi un chef juste et équitable.

#### Shiina «Misha» Mikado
Misha est l'interprète de Shizune et aussi un des membres du conseil des étudiants. Joyeuse, joueuse, elle se joint avec joie à Shizune dans ses tentatives pour enrôler Hisao dans le conseil des étudiants.

#### Kenji Setou
Presque hikkikomori, Kenji aime passer la plupart de son temps dans sa chambre, fomentant contre la prochaine attaque du mouvement radical féministe. Il se méfie de l'attraction immédiate qu'Hisao semble avoir généré, mais il est néanmoins très content d'avoir enfin un voisin de couloir.

### Secondaires
Iwanako
Iwanako est une ancienne camarade de classe d'Hisao, et était présente lors de la première crise cardiaque d'Hisao. Souhaitant sortir avec lui, elle lui donna rendez-vous lors d'une journée d'hiver pour lui avouer ses sentiments. Cette déclaration surprend Hisao, et le choc émotionnel est l'un des principaux déclencheurs de cette attaque cardiaque. Elle cessera ses visites à l'hôpital et ne réapparaîtra dans sa vie qu'avec une lettre, dont la perception d'Hisao changera suivant les choix faits par le joueur ou la route choisie par le joueur.

#### Yuuko Shirakawa
Yuuko, la bibliothécaire de l'école, a de sérieux problèmes à gérer sa vie, ce qui fait d'elle la personne idéale à qui demander de l'aide pour gérer la sienne. Elle finance ses études à l'université en travaillant à mi-temps dans un café populaire. Les choses qu'elle fait afin d'éviter de se faire renvoyer pour sa maladresse naturelle déconcertent les autres gens, ainsi que son attention névrotique aux détails et ses fréquentes séries de dépression.

#### Akio Mutou
À la fois professeur de science et professeur principal de la 3-3, il est autant déconnecté de sa classe que de la réalité. Probablement né pour devenir professeur (même si tous ses étudiants ne sont pas de cet avis), sa meilleure qualité est sa capacité à ignorer complètement les choses hors de propos (même si beaucoup d'étudiants aimeraient qu'il se souvienne de leur nom). Il tient Hisao en haute estime grâce au goût de ce dernier pour les sciences et ses facilités dans cette matière.

#### Infirmier
Le chef du personnel infirmier de Yamaku, et une personne étonnamment jeune pour un tel poste. C'est un type drôle et jovial, toujours le mot pour rire et bien-aimé des étudiants. Néanmoins, il a un cœur en or et il est très sérieux et passionné par son travail.

#### Akira Satou
Akira est la sœur aînée de Lilly. Elle est avocate de la branche japonaise de l'entreprise de son père.

## Critiques
Les critiques sur ce jeu s'avèrent généralement bonnes. Les joueurs sont passionnés par les différents scénarios, oubliant les scènes érotiques pour la beauté de l'histoire d'amour. Certains fans ont même déclarés, sur 4chan, ne pas vouloir recommencer la partie pour ne pas vivre une histoire d'amour avec une autre fille, sentant qu'ils tromperaient la première fille avec laquelle ils avaient joué.

## Blagues
Au fil des années, le développeur Four Leaf Studios fit des blagues aux internautes avec des fakes. La plus connue étant un poisson d'avril annonçant l'apparition de deux nouvelles routes, centrées sur les personnages de Saki, atteinte d'une ataxie spinocérébelleuse, et de Rika, atteinte du syndrome d'hypoplasie du cœur gauche et d'albinisme, de choix payants ou encore d'une sortie sur la plateforme Steam.